# Melatonin
Melatonin, systematický název 5-methoxy-N-acetyltryptamin, též „hormon spánku“, je hormon, který je produkován především v noci a reguluje chronobiologické rytmy. Hormon je produkován epifýzou (podvěskem mozkovým, tzn. částí mezimozku) a je nejčastěji lokalizován v mozku, v souvisejících neuro-orgánech a v pohlavních orgánech.
Melatonin je také produkován v rostlinách, kde funguje jako obrana proti oxidativnímu stresu. Melatonin lze na základě jeho chemické struktury zařadit spolu se serotoninem a katecholaminy mezi fenolové hormony.

## Biochemický pohled a regulace

### Biosyntéza
Výchozí látkou pro syntézu melatoninu je esenciální aminokyselina tryptofan. Tryptofan je vychytáván epifýzou z cirkulace, kde je v pinealocytech enzymem tryptofanhydroxylázou přeměněn na aminokyselinu 5-hydroxytryptofan, aminokyselina je následně dekarboxylována na serotonin (5-hydroxytryptamin).
Nejvyšší koncentrace serotoninu najdeme právě ve vzpomínané epifýze. Ve tmě koncentrace serotoninu klesá o více než 80% z důsledku jeho konverze na melatonin, 5-hydroxytryptofol a další metoxyindoly.
Přeměna serotoninu na melatonin zahrnuje dva enzymy, které jsou typické pro šišinku. Prvním z nich je SNAT (serotonin-N-acetyltransferáza), přeměňující serotonin na N-acetylserotonin. Druhým enzymem je HIOMT (hydroxyindol-O-metyltransferáza). HIOMT konvertuje N-acetylserotonin na konečný produkt melatonin. Z důvodu zvýšeného vyplavování noradrenalinu po setmění dochází ke stimulaci pinealocytů, což zapříčiní zvýšení katalytické aktivity SNAT a HIOMT, a tím ke zvýšené tvorbě samotného melatoninu. Část serotoninu je také metabolizována pomocí monoaminooxidázy.

### Sekrece
Díky své vysoké rozpustnosti v tucích i vodě melatonin lehce prochází skrz buněčné membrány. Po uvolnění do cirkulace se melatonin dostává do tělních tekutin (sliny, moč, mozkomíšní mok, sperma a mateřské mléko) i tkání. Nejvyšší sekrece melatoninu je v noci, vrchol nastává mezi 3. a 4. hodinou ranní. Plazmatické hladiny melatoninu se mohou v populaci lišit a jsou velmi interindividuální. U některých jedinců je noční sekrece velmi nízká nebo dokonce žádná. Se zvyšujícím se věkem dochází ke snížení sekrece melatoninu, často spojené s poruchami spánku. 

### Metabolismus
Největší část melatoninu je odbourávána v játrech. První reakcí při metabolizaci je hydroxylace melatoninu na 6-hydroxymelatonin za účasti cytochromu CYP1A2 (změny aktivity CYP1A2 mohou ovlivňovat biodostupnost melatoninu). 6-hydroxymelatonin je vylučován močí ve formě sulfátů, v menší míře v konjugované formě s kyselinou glukuronovou.
Malá část melatoninu je oxidována v mozku na o N1-acetyl-N2-formyl-5-metoxykynuramin (AFMK). AFMK vzniká po reakci melatoninu s reaktivními kyslíkovými formami (ROS). 

### Regulace
Regulaci hladiny melatoninu zajišťuje suprachiasmatické jádro (SCN) hypotalamu, které pomocí neurotransmiterů ovlivňuje epifýzu.
Hlavním regulátorem je střídání světla a tmy. V průběhu dne dochází díky světlu k utlumení endogenní syntézy melatoninu. Umělé osvětlení v noci taktéž potlačuje syntézu melatoninu. V případě opakovanému vystavení světlu v noci, dochází ke zvýšené syntéze melatoninu ráno.
Nejvýznamnějším neurotransmiterem zapojeným do regulace je noradrenalin. Ostatní neurotransmitery účastnící se regulace epifýzy pouze modulují efekt noradrenalinu.

## Funkce
Většina fyziologických funkcí melatoninu je zprostředkována pomocí membránových receptorů (MT1, MT2, MT3), v menší míře pomocí jaderných receptorů. 
Hladiny melatoninu jsou silně závislé na střídání světla a tmy. Jeho produkce je největší právě během tmy a maxima dosahuje mezi druhou a čtvrtou hodinou noční. Ve dne totiž zafunguje suprachiasmatické jádro hypothalamu a zablokuje tvorbu melatoninu v epifýze.
U člověka má melatonin vliv na hypotalamo-hypofyzární systém a vzestup jeho hladiny je spojen s nutkáním ke spánku (ovlivňuje cirkadiánní rytmy).To může být také spojováno s hypotermickým efektem melatoninu a nemusí přímo poukazovat na lepší kvalitu spánku.
Melatonin se podílí na regulaci celoročního rytmu, tj. střídání období léta a zimy. Snížená produkce melatoninu regulovaná rovněž délkou světelného dne se podílí u mnoha živočichů na odbrzdění produkce pohlavních hormonů v jarním období; tato funkce je u člověka výrazně potlačena.
Melatonin disponuje silnou antioxidační aktivitou. Vychytává vysoce toxické hydroxylové a další kyslíkové radikály. Melatonin dále zvyšuje hladiny některých antioxidačních enzymů (superoxiddismutáza, glutathion peroxidáza, glutathion reduktáza), také inhibuje pro-oxidativní enzym NO-syntázu.
Díky své lipofilitě je MEL schopen procházet buněčnou membránou a interagovat s intracelulárními organelami, např. mitochondrie. Stabilizuje vnitřní mitochondriální membránu a tím může zlepšovat funkci dýchacího řetězce. V testech na potkaních játrech je MEL schopen zvyšovat aktivitu komplexů dýchacího řetězce I a IV. Vysoký redukční potenciál melatoninu pravděpodobně může zesílit tok elektronů a tím i syntézu ATP. 
Velká množství MEL je syntetizováno endokrinními buňkami mukózy gastrointestinálního traktu (GIT). Produkce MEL v GIT není ovlivněna cirkadiánními rytmy, ale příjmem jídla s vysokým obsahem tryptofanu. Funkce MEL produkovaného v GIT není zřejmá, byla pozorována regulace motility a intenzivnější prokrvení mukózy. Projevily se také účinky na sekreci HCO3−, Jeho obsah v játrech chrání před oxidativním poškozením. Endogenně produkovaný MEL snižuje riziko pankreatitidy.
Melatonin je taktéž spojován s prevencí vzniku nádorového onemocnění.

### Role v imunitním systému
Melatonin, jakožto hlavní endokrinní produkt epifýzy, v posledních letech čelí stále většímu zájmu vědců pro svou nezastupitelnou regulační úlohu v komunikaci mezi neuroendokrinním a imunitním systémem. Tato komunikace je obousměrná a obecně akceptovaná jako tzv. neuroendokrině-imunologická síť. Byla nalezena přímá korelace mezi sezónními změnami v produkci melatoninu, cirkadiánních rytmech a změnami v imunitním systému. Dále byly popsány molekuly, které jsou společným chemickým jazykem v tzv. imunitně-šišinkové ose, kdy produkty imunokompetentních buněk, např. IFN-γ, TNF-α, IL-12, jsou schopny ovlivňovat funkci epifýzy, a kdy například střet organismu s patogenem s následnou aktivací dráhy NF-kB v pinealocytech v nich produkci melatoninu inhibuje, kdežto například v makrofázích má aktivační efekt. Efekt melatoninu byl nalezen napříč imunitním systémem, respektive u vrozené i adaptivní imunity, a jeho role je klíčová jak pří samotném vzniku imunitních buněk ze svých progenitorů, tak i ve fázi jejich senescence, nebo jako modulační agens imunitní odpovědi, tzv. „imunitní pufr“.
Melatonin může působit přímo jako antioxidační činidlo vychytávající volné radikály, neboť je jeho molekula tvořena aromatickým indolovým kruhem, který je bohatý na elektrony, a významně tak snižovat oxidační stres. Nebo může působit skrze své specifické membránové receptory, MT1 a MT2, které patří do rodiny receptorů spřažených s G proteinem, čímž dochází k zvýšení exprese antioxidačních enzymů, např. superoxiddismutáza, glutathionperoxidáza, případně své jaderné receptory patřících do rodiny RZR/ROR, jejichž subtypy (α, β, γ) mají své zastoupení v buňkách imunitního systému.
Signalizace melatoninu u buněk imunitního systému je zprostředkována jak endokrinně, parakrinně, tak i autokrinně a ukazuje se, že jeho role je kruciální v celém životním cyklu těchto buněk. Současné výsledky studií popisují jeho vliv na proces hematopoézy a diferenciaci imunocytů jako stimulační. Například zvýšením produkce progenitorových buněk pro granulocyty a makrofágy (GM-CFU), a to jak přímou cestou přes své receptory nebo nepřímo sensitizací monocytů pro cytokiny IL-3, IL-4, IL-6 a faktor stimulující kolonie granulocytů a makrofágů (GM-CSF). Byl také popsán přímý vliv melatoninu na produkci peptidu thymosin-1 alpha, který je zodpovědný za diferenciaci a maturaci T lymfocytů a potenciaci jejich imunitní odpovědi.
Experimentální data zejména poukazují na jeho antiapoptotické účinky a vliv v zánětlivé imunitní odpovědi a schopnosti pozitivně regulovat akutní i chronický zánět. Například jeho schopností inhibovat aktivaci inflamazomu NLRP3, kaspásy 1 a pyroptózy nebo inhibicí exprese enzymů manifestujících se v prozánětlivé imunitní odpovědi, např. cyklooxygenáza-2, iNOS, skrze modulaci jaderné translokace transkripčního faktoru NF-kB. Zároveň bylo prokázáno, že je melatonin schopen stimulovat tvorbu reaktivních forem kyslíku (ROS) a expresi cytokinů IL2, IFN-γ, IL-6 a IL-12 monocyty. Tato diskrepance je vysvětlována na základě koncentrace přítomného melatoninu. Ukazuje se, že jeho protizánětlivý, respektive prozánětlivý, efekt roste, respektive klesá, s jeho koncentrací v organismu. Příkladem může být rovnováha mezi Th1 a Th2 buněčnou odpovědí, kdy bylo zjištěno, že časný noční spánek favorizuje Th1 odpověď, kdežto Th2 buněčná odpověď organismu dominuje během pozdního spánku.
Vliv melatoninu na imunitní systém je značný a v současné době je zkoumán nejen v rámci jeho denní periodicity, ale i jeho proměnlivé době sekrece v průběhu roku. Zároveň je pro svou provázanost s imunitní odpovědí sledován jak v procesech bakteriálních, virových a parazitárních infekcí, tak v různých autoimunitních onemocněních, jmenovitě například revmatoidní artritida, roztroušená skleróza, diabetes 1. typu, nebo v nádorových onemocněních.

## Poruchy
Schopnost tvorby melatoninu se s narůstajícím věkem postupně snižuje. To může být považováno za jeden z důvodů zvýšeného výskytu nespavosti ve vyšším věku a u osob se sníženou hladinou melatoninu v krvi. Úprava jeho hladin pak na podkladě klinických studií vede u těchto osob k optimalizaci spánkového schématu a k jeho zvýšené kvalitě.
Snížená hladina melatoninu je u pracovníků na nočních směnách považována za pravděpodobný faktor zodpovědný za zvýšený výskyt rakoviny.
Slepí lidé mohou trpět poruchami spánku. Je to zaviněno ztrátou poznávání rytmu světlo/ tma. Dávka 0,5 mg melatoninu účinně cirkadiánní cyklus normalizuje.
U diabetků II. typu byly pozorovány nižší hladiny MEL v krvi společně se zvýšenou expresí mRNA melatoninových receptorů. Nižší hladiny byly zjištěny i u pacientů s onemocněním koronárních tepen a těhotných žen s poruchou glukózového metabolismu.
Genetický polymorfismus MEL receptoru je spojován se zvýšeným rizikem diabetu II. typu.

## Toxicita
V klinických studiích nebyly pozorovány žádné negativní účinky melatoninu na lidské zdraví. Příjem 250 mg ani 500 mg melatoninu v jedné dávce (per os) taktéž není spojen s toxickými účinky.
Při vysokých denních dávkách melatoninu (1 g/den) po dobu jednoho měsíce, vykazovaly testované subjekty projevy ospalosti, žádné negativní toxické účinky však pozorovány nebyly.
Opakovaně prováděné studie neprokázaly, že by kontinuální podávání melatoninu vedlo k jeho toleranci. 

## Potravinové doplňky
Natural Medicine Comprehentive Databaze Archivováno 22. 10. 2013 na Wayback Machine., která rozděluje účinnost léků na efektivní, pravděpodobně efektivní, možná efektivní, spíše neefektivní, pravděpodobně neefektivní, neefektivní a nedostatek podkladů ke zhodnocení, uvádí o melatoninu následující údaje:
- Pravděpodobně efektivní – reguluje poruchy spánku u dětí trpících autismem, mentální retardací a jinými poruchami CNS, reguluje poruchy spánku u nevidomých lidí.
- Možná efektivní – pásmová nemoc, insomnie (potvrzuje jen málo studií), Hortonův syndrom, redukce úzkostí před lékařskými zákroky (podání pod jazyk), redukce abstinenčních příznaků u kuřáků, ochrana před spálením kůže na slunci (při aplikaci před vystavením záření).

Naopak negativní efekty melatoninu byly potvrzeny v následujících oblastech:
- regulace spánku u lidí pracujících na směny, deprese (melatonin je může zhoršovat), epilepsie, syndromy menopauzy, spánkové problémy spojené s ADHD, migrény, stárnutí buněk, tinitus.

Podávání melatoninu je většinou bezpečné, ale nesmí se podávat těhotným ženám, lidem trpícím cukrovkou a dětem.
V Česku je prodej doplňku stravy s obsahem melatoninu povolen, pokud definovaná denní dávka nepřesáhne 0,5mg. Státní ústav pro kontrolu léčiv (SÚKL) považuje melatonin za farmakologicky účinnou látku, což znamená, že její užívání bez lékařského dozoru může negativně ovlivnit pacientovo zdraví, a to i při podávání nižších dávek za den. Léčivé přípravky s obsahem melatoninu musí být registrovány a jejich výdej je vázán výhradně na lékařský předpis . Délka užívání je časově omezena. Na přípravky obsahující melatonin SUKL pohlíží jako na léčivé přípravky. "Léčivé přípravky pak musí odpovídat požadavkům stanoveným v zákoně č. 378/2007 Sb., o léčivech a o změnách některých souvisejících zákonů (zákon o léčivech), ve znění pozdějších předpisů. Jinak je nelze považovat za jakostní, účinné a bezpečné."  Potravní doplňky s melatoninem jsou naopak volně dostupné v některých zemích, jako je např. Francie, Itálie nebo Slovensko.